# تشاك بيري
تشارلز إدوارد أندرسون بيري (بالإنجليزية: Chuck Berry) والمعروف باسمه الفني تشاك بيري (18 أكتوبر 1926 - 18 مارس، 2017) هو عازف جيتار ومغني وكاتب أغاني أمريكي راحل وأحد رواد موسيقى الروك أند رول. اشتهر بأغاني مثل «مايبلين» (1955)، «رول أوفر بيتهوفن» (1956)، «روك أند رول ميوزك» (1957) و «جوني بي غود» (1958)، والتي وطور بها موسيقى الريذم أند بلوز وأدخل عناصر ميزت موسيقى الروك أند رول، وركزت كلماته على حياة المراهقين والحياة الاستهلاكية وتميزت موسيقاه بوصلات الإيتار المنفردة وكذلك شخصيته الاستعراضية التي كان لها تأثير كبير على موسيقى الروك اللاحقة.
ولد بيري في عائلة سوداء من الطبقة المتوسطة في مدينة سانت لويس بولاية ميزوري، واهتم بالموسيقى منذ سن مبكرة وقدم أول أداء له في مدرسة سامنر الثانوية في سانت لويس. أدين بيري بالسرقة بتهديد السلاح وهو لا يزال طالبا في الثانوية فتم إرساله إلى الإصلاحية، حيث تم احتجازه من عام 1944 إلى 1947. استقر بيري وتزوج بعد الإفراج عنه وعمل في مصنع لتجميع السيارات. زعم بيري في برنامج الليلة مع جوني كارسون أنه تأثر في المقام الأول بفنان السوينغ لويس جوردن في الأربعينات. «كان أهم رجل عندي هو لويس جوردان، أردت أن أغني مثل نات كول، وبكلمات لويس جوردن وبعزف بيني غودمان على الكلارينيت وتشارلي كريستيان على الإيتار، وبوصلات كارل هوجان، مع روح مادي ووترز». في أوائل عام 1953، تأثر بيري بتقنيات الإيتار والشخصيات الاستعراضية لموسيقيي البلوز مثل تي بون ووكر، وبدأ بالغناء مع ثلاثي جوني جونسون. جاءت انطلاقته إلى الشهرة عندما سافر إلى شيكاغو في مايو 1955 والتقى بالمغني مادي ووترز، الذي اقترح أن يتصل بالمنتج ليونارد تشيس من تشيس ريكوردز. سجل مع تشيس أغنية «مايبلين»، والتي اقتبسها من أغنية الكانتري «آيدا ريد»، وبيع منها أكثر من مليون نسخة، وتصدرت قائمة بيلبورد لأغاني الريذم أند بلوز. وبحلول نهاية الخمسينيات، كان بيري نجما كبيرا أصدر العديد من الإسطوانات والأفلام والجولات الفنية. كما أسس أيضا ملهى ليلي خاص به في سانت لويس، وهو نادي بيري باندستاند. ولكن حكم عليه بالسجن ثلاث سنوات في يناير 1962 بسبب ارتكابه جريمة بموجب قانون مان – كان قد نقل فتاة تبلغ من العمر 14 عاما عبر حدود الولاية.
أطلق سراح بيري في عام 1963، وسجل أغاني ناجحة أخرى في منتصف الستينات، بما في ذلك No Particular Place to Go، You Never Can Tell، Nadine. وبحلول منتصف السبعينات، أصبح مطلوبا أكثر كمغني في حفلات، وغنى أغانيه الناجحة السابقة مع فرق محلية. تم سجنه 120 يوما في السجن في عام 1979 بسبب التهرب الضريبي.
وكان بيري من بين أوائل الموسيقيين الذين أدخلوا في الصالة الفخرية للروك آند رول عند افتتاحها في عام 1986؛ وذلك «لوضعه أسس موسيقى الروك أند رول». تم إدخال بيري في العديد من قوائم «الأعظم على الإطلاق» في مجلة "رولينج ستون"؛ حيث احتل المركز الخامس في قائمة عام 2004 لأفضل 100 فنان على الإطلاق. وأدخلت الصالة الفخرية للروك آند رول ثلاثة أغانيه من بين 500 أغنية شكلت موسيقى الروك أند رول: «جوني بي غود» «مايبلين» و «روك أند رول ميوزيك». وأغنية جوني بي غود هي أغنية الروك أند رول الوحيدة المدرجة على لوحة فوياجر الذهبية.

## وصلات خارجية
- تشاك بيري على موقع IMDb (الإنجليزية)
- تشاك بيري على موقع الموسوعة البريطانية (الإنجليزية)
- تشاك بيري على موقع مونزينجر (الألمانية)
- تشاك بيري على موقع ألو سيني (الفرنسية)
- تشاك بيري على موقع ميوزك برينز (الإنجليزية)
- تشاك بيري على موقع رولينغ ستون (الإنجليزية)
- تشاك بيري على موقع تيرنر كلاسيك موفيز (الإنجليزية)
- تشاك بيري على موقع أول موفي (الإنجليزية)
- تشاك بيري على موقع قاعدة بيانات برودواي على الإنترنت (الإنجليزية)
- تشاك بيري على موقع قاعدة بيانات الأفلام السويدية (السويدية)

- الموقع الرسمي